# Републикански път III-3002
Републикански път IIІ-3002 е третокласен път, част от Републиканската пътна мрежа на България, преминаващ изцяло по територията на област Плевен. Дължината му е 20,6 km.
Пътят се отклонява надясно при 48,8 km на Републикански път I-3 в центъра на село Българене, пресича река Осъм и се насочва на североизток през Средна Дунавска равнина. Минава през селата Стежерово и Божурлук и западно от село Ореш се свързва с Републикански път II-52 при неговия 75,1 km.
| Пътища, отклоняващи се надясно (населено място, № на пътя, посока на пътя) | km   | Пътища, отклоняващи се наляво (посока на пътя, № на пътя, населено място) |
| -------------------------------------------------------------------------- | ---- | ------------------------------------------------------------------------- |
| Община Левски, I-3, 48,8 km, с. Българене →                                | 0,0  | → с. Българене, 48,8 km, I-3, Община Левски                               |
| с. Стежерово                                                               | 10,1 | → с. Стежерово, общински път (за с. Петокладенци)                         |
| с. Божурлук                                                                | 14,9 | с. Божурлук                                                               |
| Община Белене                                                              | 16,1 | Община Белене                                                             |
| (от 11 km на I-5) II-52, 75,1 km →                                         | 20,6 | → 75,1 km, II-52 (до гр. Никопол)                                         |